# Oreochromis macrochir
Oreochromis macrochir, thường được gọi là cá rô phi đầu xanh hay cá rô phi đuôi dài, là cá nước ngọt nhiệt đới thuộc chi Oreochromis trong họ Cá hoàng đế. Loài này được mô tả lần đầu tiên vào năm 1912.

## Tên gọi
Tên gọi của loài này, macrochir, được ghép từ hai từ trong tiếng Hy Lạp: macros - "to lớn" và cheir - "bàn tay", ám chỉ đến phần vây ngực lớn của loài cá này.

## Phân bố và môi trường sống
O. macrochir được tìm thấy ở các hệ thống sông hồ thuộc các quốc gia: Angola; Botswana; Namibia; Nam Phi; Swaziland; Zambia; Zimbabwe. Loài này ưa sống ở vùng nước yên tĩnh kết hợp với thực vật thủy sinh, có độ sâu khoảng 5 – 14 m và nhiệt độ từ 18 đến 35 °C; O. macrochir chịu mặn rất thấp.
Môi trường sống của O. macrochir đang bị đe dọa bởi loài xâm lấn Oreochromis niloticus. Số lượng của O. macrochir bị suy giảm nghiêm trọng kể từ khi có mặt của loài O. niloticus. Vì thế mà O. macrochir được liệt vào danh sách Loài sắp nguy cấp.

## Mô tả
O. macrochir có thể phát triển đạt tới chiều dài tối đa là 43 cm. Cá trưởng thành có các đốm màu nâu đen trên nắp mang và dưới mắt; thân của chúng có màu lam sậm với các lằn sọc màu đen trên đó. Phần đỉnh đầu dốc và tròn; vây đuôi hình rẻ quạt khá lớn.
Số ngạnh ở vây lưng: 15 - 17; Số vây tia mềm ở vây lưng: 11 - 14; Số ngạnh ở vây hậu môn: 3; Số vây tia mềm ở vây hậu môn: 9 - 12; Số đốt sống: 29 - 32.
O. macrochir thường bơi thành đàn, chủ yếu vào ban ngày. Thức ăn chủ yếu của O. macrochir là động vật không xương sống nhỏ, các loại rong tảo và các sinh vật phù du. Tổ trứng của chúng có hình núi lửa, với phần đỉnh bằng hoặc hơi lõm, được bao quanh bởi một con hào.
Mùa sinh sản của loài O. macrochir kéo dài từ tháng 9 đến tháng 3 năm sau. Cá đực xây dựng tổ trong vùng nước nông, thường ở độ sâu khoảng 1,5 – 3 m. Cá đực sẽ thu hút cá mái bơi tới đó và bắt đầu quá trình thụ tinh. Một con cá mái có thể mang tới 1300 quả trứng trong miệng; trứng có đường kính 3 mm và có màu nâu xanh. Tính từ lúc trứng nở, khoảng 3 tuần sau, cá con sẽ tách khỏi cá mẹ và bắt đầu cuộc hành trình mới.
Thịt của loài cá này được đánh giá là khá ngon.